# Okruszki chleba (nawigacja)

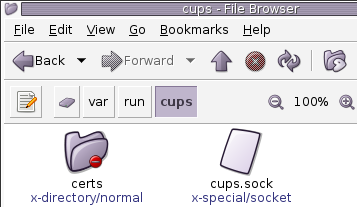
Nautilus, przykład implementacji opartej na lokalizacji nawigacji typu okruszki chleba

Okruszki chleba, nawigacja okruszkowa lub ślad z okruszków (ang. breadcrumb) – technika nawigacji używana w interfejsach użytkownika. Jej celem jest umożliwienie użytkownikom śledzenia ich aktualnej lokalizacji w programach lub dokumentach. Termin ten wywodzi się od oznaczania przebytej drogi przy pomocy okruszków, pozostawianych przez Jasia i Małgosię, bohaterów popularnej baśni dla dzieci.

## Strony internetowe
Okruszki chleba zazwyczaj pojawiają się poziomo u góry strony, poniżej pasków tytułowych i nagłówków. Stanowią hiperłącza powrotne do stron, które użytkownik poprzednio przemierzył, aby dotrzeć do bieżącej strony. Dla struktur hierarchicznych zwykle odnośniki wskazują na dokumenty nadrzędne. Okruszki chleba są dla użytkownika śladem, po którym może wrócić aż do początkowo odwiedzonej strony. Jako separator hierarchii przyjęło się stosować strzałkę, chociaż inne symbole także mogą być używane.
Okruszki chleba mogą wyglądać tak:
Jesteś tutaj: Strona domowa → Strona sekcji → Strona sekcji podrzędnej

## Typy okruszków chleba
Są trzy typy okruszków chleba:
- Ścieżka – okruszki oznaczające ścieżkę są dynamiczne i pokazują ścieżkę faktycznie przebytą w drodze do bieżącej strony.
- Lokalizacja – okruszki oznaczające lokalizację są statyczne i pokazują, gdzie aktualna strona znajduje się w hierarchii witryny.
- Atrybut – okruszki oznaczające atrybuty zawierają informacje, które kategoryzują bieżącą stronę.

Okruszki w wariancie "Ścieżki" przedstawiają użytkownikowi historię poprzednio przeglądanych podstron, co umożliwia mu sprawne przełączanie się pomiędzy nimi. W takim przypadku użytkownik korzysta z dynamicznej nawigacji okruszkowej, która pełni podobną funkcję do przycisków „Dalej” i „Wstecz".
W wariancie drugim, opartym na "Lokalizacji" użytkownika, w nawigacji okruszkowej odzwierciedlana jest hierarchia strony w formie odnośników ułożonych odpowiednio od strony głównej do coraz to bardziej zagnieżdżonych katalogów. Okruszki tego typu znajduje swoje zastosowanie w wielu sklepach internetowych.
Z kolei zastosowanie okruszków w oparciu o "Atrybuty" pozwala na przeszukiwanie w wynikach wyszukiwań tych produktów, które spełniają określone cechy (atrybuty). Jest to szczególnie przydatne w sklepach internetowych, gdzie okruszki zawierają w sobie informacje kategoryzujące wyszukiwanie. W przypadku rozbudowanych serwisów internetowych okruszki w wariancie opartym o atrybuty pojawiają się po zastosowaniu filtrów przez użytkownika, co umożliwia jeszcze łatwiejsze poruszanie się w wynikach wyszukiwań (np. swetry, kolor: brązowy, materiał: wełna, rozmiar: M).

## Użyteczność
Niektórzy komentatorzy krytykują okruszki nawigacyjne w stylu ścieżki, ponieważ duplikują one funkcję przeglądarek internetowych – przycisk „wstecz” i historię przeglądania.
Okruszki w stylu lokalizacyjnym niekoniecznie są właściwe dla stron, których zawartość jest zbyt bogata, by pojedyncze kategorie w pełni opisywały poszczególne obszary zawartości. Jest to powszechna sytuacja na stronach posiadających nawigację opartą na bazie wyszukiwania (na przykład Amazon). Ogólnie rzecz biorąc, okruszki lokalizacyjne nie nadają się do stron bez ścisłej hierarchii.

## Okruchy ciastka
Niektórzy komentatorzy i programiści używają zamiennie terminu „okruchy ciastek” (cookie crumb) lub innych wariantów jako synonimu wyżej wymienionej nawigacji okruszkowej, ale takie określenie jest uważane za niewłaściwe i najprawdopodobniej stanowi nadużycie oryginalnej metafory okruszka.
Określenie to jest dodatkowo mylące, ponieważ angielskie określenie „cookie crumb” jest często używane do opisywania danych lub parametru wewnątrz pliku cookie – innej technologii sieciowej niezwiązanej z metodami nawigacyjnymi.

## Globalny System Pozycjonowania (GPS)
Zaawansowane urządzenia GPS mogą zachowywać ślad ruchu nadajnika GPS przez zapisywanie pozycji w określonych odstępach czasu i pokazywać go na wyświetlaczu jako „trop z okruszków” pozycji markera.